# الحواویش

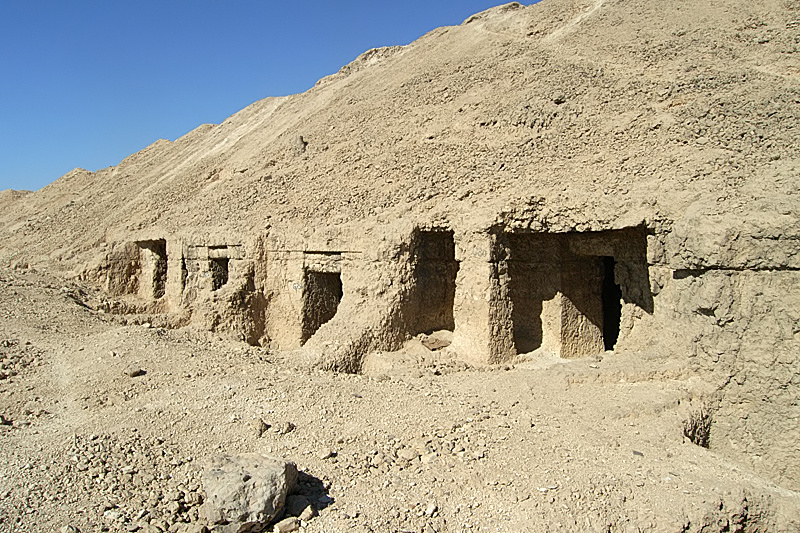
مقبره‌های سنگی در الحواویش

الحواویش (عربی: الحواويش) یکی از روستاهای وابسته به مرکز «اخمیم» در استان سوهاج در جمهوری عربی مصر بر اساس آمارگیری انجام شده در سال ۲۰۰۶ ساکنان «الحواویش» ۱۶۱۳۵ نفر از جمله ۸۳۰۰ مرد و ۷۸۳۵ نفر زن بودند.

## نگارخانه

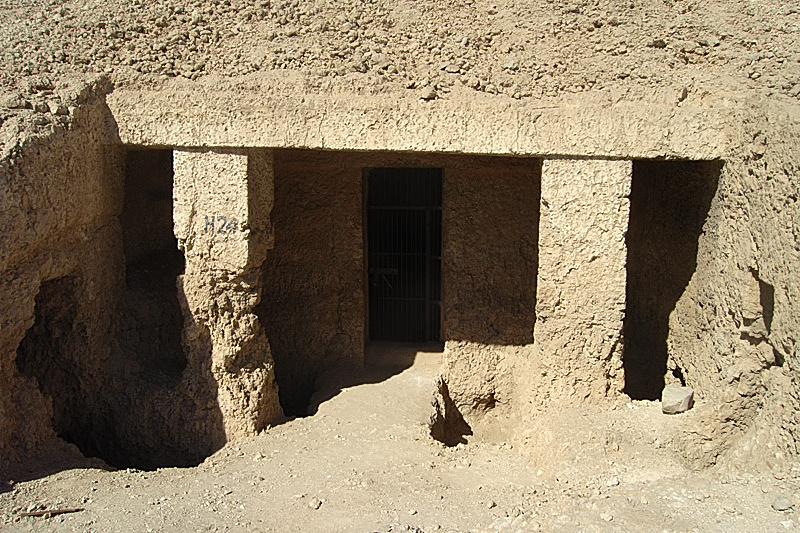